# ワソン・レンテリア
ワソン・リバルド・レンテリア・クエスタ（Wason Libardo Rentería Cuesta, 1985年7月4日 - ）は、コロンビア・チョコ県出身のサッカー選手。元コロンビア代表。ポジションはフォワード。弟のカルロスと従兄弟のクリスティアン・ボルハも同じくサッカー選手であり、カルロスの方は代表経験を持つ。

## 経歴

### クラブ

#### 初期
2004年にボヤカ・チコFCでプロキャリアを開始したレンテリアは、翌年の2005 FIFAワールドユース選手権に参加。同大会での活躍からカルロス・テベス、ハビエル・マスチェラーノ、リサンドロ・ロペス、ルイス・ゴンサレス等の優れた南米選手の権利を数々と保有する投資会社ファンド会社メディア・スポーツ・インヴェストメント (MSI) に2005年7月12日に権利を買い取られ、2005年9月5日にブラジル1部のSCインテルナシオナルと5年契約を締結する際に保有権50%がインテルナシオナルへ売却された。

#### インテルナシオナル
インテルナシオナルでは、ウルグアイ1部のナシオナル・モンテビデオとのコパ・リベルタドーレス2006ベスト16第1戦で1-1の引き分けの中でラファエル・ソビスに代わり後半から出場すると、右足でディフェンダーの頭上にボールを通してから左足で決勝点を挙げた。エクアドル1部のLDUキトとの準々決勝第2戦でも同様に決勝点を挙げる活躍を見せ、フェルナンドンの5得点に次ぐ合計4得点を挙げるチームの貴重な得点源としてファンから人気を得ていたが、前年度王者サンパウロFCを下し優勝した決勝の舞台には立つことが出来ず、その後は度重なる怪我に苦しんでいた。

#### ポルト
2007年1月の移籍市場でFCポルトと契約。この際にMSIがレンテリアの権利を所持していたことで移籍金745万7400レアルの全てがMSIに渡り、代理人に追加手数料を支払わなければならなかった。その一方でポルトは、将来の移籍の際に移籍金50%を受け取る権利を再度売却していた。同2006-07シーズンにリーグ優勝を果たしていたものの、リサンドロ・ロペス、エルネスト・ファリアス、アドリアーノ、エルデル・ポスティガと前線の層が厚かったために牙城を崩せず、出場6試合中で5試合途中出場と滅多に出場機会が得ることが出来なかったため、7ヶ月後にRCストラスブールへ貸し出された。
ローン生活
リーグ・アンの舞台では9得点とチーム最多得点を記録する中でシーズン終盤戦に右足を骨折したことで治療に専念するため、2008年5月8日に契約解消となった。なお、クラブは下から2番目の順位で2部へ降格した。その後、ポルトへ復帰すると今度は同リーグのSCブラガへ貸し出された。ここでは、中心選手としてカメルーン代表のアルベール・メヨン・ゼと印象的なコンビを組み、また、UEFAカップ 2008-09では3得点を挙げてベスト16進出に貢献した。ブラガで一定の成功を収めて2009-10シーズンにポルトへ復帰するも、2009年7月22日にアトレチコ・ミネイロへ貸し出された。しかし、アトレチコMGでは定位置を確保出来ずに僅か1得点にとどまり、2010年1月8日に契約が解消されたため、同月に当時リーグ首位を走っていたブラガへ再度貸し出された（最終的に2位となった）。

#### 南米復帰
2011年1月に約6年ぶりに母国へ帰国したレンテリアは、マニサレスへと渡りオンセ・カルダスと契約すると、2月27日に初出場となったレアル・カルタヘナ戦 (3-2) で2得点を挙げる。それ以降は14試合10得点と定期的に得点を重ねていった。オンセ・カルダスで活躍を見せている中、6月に突如として再度チームと国を変えメキシコ1部のクルス・アスルと3年契約を締結するも、到着後のメディカルチェックで失敗したために契約は取り消された。同移籍破談後は、ブラジルへ渡るとSERカシアス・ド・スルと契約し、2011年6月から2012年6月までの期限でサントスFCへ貸し出された。サントスではボルジェスとネイマールの存在のために僅かな出場機会と得点にとどまり、契約満了に伴い退団した。
サントス退団後は、2012年7月13日にミジョナリオスFCとの仮契約を経て、7月23日に正式に1年契約を締結した。同年のコパ・スダメリカーナに参加したレンテリアは、ブラジル時代の鬱憤を晴らすようにSEパルメイラスやグレミオFBPAといったブラジルの名門相手に得点を挙げる活躍を見せ、最終的にチームはベスト4に終わり優勝に導くことは出来なかったものの、他4名の選手と共に5得点で得点王に輝いた。また、10月24日に同大会のパルメイラス戦でのペナルティーキックはクラブ史上5000番目の得点だった。

### 代表
U-17を経て、2005年に母国で開催された南米ユース選手権に参加し、同大会の得点王となるウーゴ・ロダジェガとコンビを組み優勝に貢献。続く2005 FIFAワールドユース選手権にも参加したレンテリアは、U-20イタリアとのグループリーグ初戦で先制点を挙げた。チームはグループリーグ首位で突破したものの、ベスト16でU-20アルゼンチンに破れ敗退した。
A代表では2005 CONCACAFゴールドカップに参加し、グループリーグ全3試合（先発2）に出場したが無得点に終わり、またチームも敗退した。

## タイトル

### 代表
U-20サッカーコロンビア代表
- 南米ユース選手権 : 2005

### クラブ
SCインテルナシオナル
- コパ・リベルタドーレス : 2006
- FIFAクラブワールドカップ : 2006

FCポルト
- スーペル・リーガ : 2006-07

サントスFC
- カンピオナート・パウリスタ : 2012

ミジョナリオスFC
- コロンビア・プロサッカーリーグ : 2012後期

ラシン・クルブ
- プリメーラ・ディビシオン：2014

### 個人
- コパ・スダメリカーナ得点王 : 2012